# (163364) 2002 OD20
(163364) 2002 OD20 és un asteroide que forma part dels asteroides Apol·lo, descobert el 21 de juliol de 2002 per l'equip del Near Earth Asteroid Tracking des de l'Observatori Palomar, Estats Units.
Va ser designat provisionalment com 2002 OD20.

## Característiques orbitals
2002 OD20 està situat a una distància mitjana del Sol de 1,365 ua, i pot allunyar-se'n fins a 1,869 ua i acostar-s'hi fins a 0,8615 ua. La seva excentricitat és 0,369 i la inclinació orbital 4,188 graus. Empra 582,907 dies a completar una òrbita al voltant del Sol. La magnitud absoluta de 2002 OD20 és 18,8.